# Stephanie Douglas
Stephanie Douglas (coniugata Forrester) è stato un personaggio della soap-opera Beautiful, interpretato dall'attrice Susan Flannery, vincitrice di quattro Emmy Awards, dal 1987 al 2012 oltre a due brevi ritorni nel 2018 (solo voce) e nel 2023. Il ruolo di Stephanie era stato creato in origine per l'attrice Susan Seaforth Hayes, che è celebre per aver interpretato il ruolo di Julie Olson nella soap Il tempo della nostra vita, ma quando lei rinunciò, i produttori contattarono la coprotagonista della soap, Susan Flannery, che accettò. La Hayes ha comunque poi interpretato in un episodio nel 2003 una piccolissima parte. Susan Flannery ha anche diretto alcune puntate della serie.

## Descrizione del personaggio
Stephanie venne descritta dallo sceneggiatore e produttore esecutivo Bradley Bell come "una donna di grande forza e carattere". Il suo personaggio era noto per la lunga faida che ebbe con Brooke Logan, sebbene negli ultimi tempi le due donne si fossero notevolmente avvicinate. Inizialmente, infatti, Brooke fu l'unica a conoscere il segreto di Stephanie riguardo la sua malattia, ma invece di gioire del fatto che la sua eterna rivale presto sarebbe uscita di scena, ne divenne la principale confidente e motivatrice. Bell affermò che "Stephanie e Brooke sono la vera supercoppia di Beautiful". La diagnosi di cancro ai polmoni e il rapporto di Stephanie con la malattia hanno rivestito un ruolo centrale all'interno della serie fino alla morte del personaggio, avvenuta il 26 novembre 2012.

## Biografia del personaggio
Stephanie è stata la matriarca della famiglia Forrester e fondatrice dell'azienda di famiglia, la Forrester Creations. Sposata con Eric Forrester per molti anni, i due hanno avuto insieme cinque figli: Ridge, Thorne, Angela (deceduta in tenera età), Kristen e Felicia. La sua migliore amica era l'ex nuora Taylor Hamilton, mentre le sue peggiori nemiche in affari e in amore sono state Sally Spectra, in seguito divenuta sua confidente, e, soprattutto, la sua odiata ex nuora Brooke Logan, con la quale si è riappacificata solo negli ultimi tempi. Altre rivali storiche per Stephanie (anche se non allo stesso livello di Brooke e Sally) sono state Beth Logan, Margo MacLaine, Sheila Carter, Lauren Fenmore, Jackie Marone e Donna Logan con le quali si è contesa (in diversi periodi) l'amore di Eric Forrester.

### Il primo matrimonio con Eric Forrester
Stephanie Douglas conosce Eric Forrester ai tempi dell'università, entrambi frequentavano la Northweastern University, quando lui ha una relazione con Elizabeth "Beth" Henderson. Tuttavia, in seguito alla gravidanza inaspettata di Stephanie (in realtà frutto di un rapporto fra Stephanie e il suo ex Massimo Marone), Eric decide di lasciare Beth e di sposare Stephanie. I due hanno cinque figli: Ridge (in realtà figlio di Massimo Marone), Thorne, Angela (deceduta in tenera età), Kristen e Felicia.

### La crisi con Eric
Eric e Stephanie vivono serenamente per 25 anni circa. Arrivati alla soglia dei cinquant’anni, il loro rapporto inizia a raffreddarsi. Eric si sente trascurato dalla moglie, che non si presenta neanche più alle presentazioni delle nuove collezioni della Forrester Creations. Stephanie invece crede che Eric abbia un amante, l’assistente Margot, ma in realtà Eric ha rincontrato la sua vecchia ex Beth (che negli anni precedenti è stata sposata con Stephen Logan ed ha avuto quattro figli da lui). Stephanie teme che questo ritorno dal passato possa compromettere il suo matrimonio. Dapprima inizia una relazione col gigolò Clarke Garrison, che poi convinse a sposare sua figlia Kristen, poi rintraccia grazie ad un detective privato Stephen Logan e grazie a Bill Spencer Sr. (ex-fiamma di Stephanie) gli fa ottenere un lavoro a Parigi. La crisi con Eric si accentua quando Stephanie gli rivela che loro la figlia che lui credeva fosse nata morta, Angela, è viva ma microencefalica e Stephanie la visita da anni presso un dottore. I due poi scoprono che in realtà Angela è morta a dodici anni ed è impersonata da Deveney Dixon, la quale dopo aver ricattato i Forrester per breve tempo esce di scena.

### I primi scontri con Brooke Logan e la solitudine senza Eric
Stephanie ed Eric e i loro figli, in occasione di un grande evento, fanno la conoscenza della giovanissima Brooke Logan, figlia maggiore di Beth e Stephen. La ragazza sin da subito s’innamora perdutamente di Ridge, figlio maggiore dei Forrester, il quale però è promesso sposo a Caroline Spencer. Brooke, in combutta con Thorne (fratello minore di Ridge che è anch’egli innamorato di Caroline) tenta di sabotare le nozze. Per questo motivo, insieme al fatto che Brooke è la figlia della sua vecchia rivale Beth, Stephanie insatura da subito forte diffidenza e poco gradimento verso la giovane Logan. Ma l’evento che arriva a distruggere il matrimonio di Stephanie con Eric, e che sancisce definitivamente una forte ostilità verso Brooke, è rappresentato dalla gravidanza di Brooke. La ragazza infatti, fallito il suo piano per mettersi con Ridge, si consola proprio col di lui padre, Eric, che ormai è sempre più distante da Stephanie e non esita a tradirla con una donna molto più giovane. Brooke ed Eric trascorrono una sola notte insieme, ma da essa la Logan rimane incinta di Eric, che decide di divorziare da Stephanie dopo 25 anni di matrimonio per sposare Brooke, per il bene del bambino in arrivo. Stephanie è furiosa e terribilmente ferita da ciò, tanto da entrare in uno stato di profonda crisi, e per questo shock perderà la memoria per un breve periodo. Va a vivere con un gruppo di barboni, fino a quando grazie all'intervento di Sally Spectra, viene ritrovata da Eric. Nonostante abbia sposato Eric, a cui comunque è affezionata, Brooke continua ad essere innamorata di Ridge. Tempo dopo Stephanie riprende con delle telecamere nascoste Ridge e Brooke che fanno l'amore, sperando che questo possa convincere Eric a tornare da lei. Stephanie mostra il filmato ad Eric, ma egli perdona il figlio e continua a vivere con Brooke. In seguito Stephanie, in preda alla disperazione, scrive anche una falsa lettera in cui Eric ammetterebbe a Brooke di aver sempre amato soltanto Stephanie, ma l’inganno viene in breve tempo svelato.

### Il lungo divorzio da Eric
In seguito il figlio Ridge decide di sposare Taylor Hamilton: inizialmente Stephanie si mostra contraria a questo matrimonio dal momento che, secondo lei, se Ridge fosse rimasto libero, presto o tardi Brooke avrebbe divorziato da Eric per tornare con Ridge, mentre Eric sarebbe ritornato insieme a Stephanie. Tuttavia, nel corso dei mesi, Stephanie inizia ad accettare la relazione del figlio e il suo rapporto con la futura nuora diviene sempre più forte, fino a quando le due non diventano ottime amiche. Nel periodo da divorziata, Stephanie è coinvolta in diversi avvenimenti, primo fra tutti il pessimo rapporto con Sheila Carter, la nuova moglie che Eric sposa dopo la fine del suo matrimonio abbastanza breve con Brooke (la quale continua ad inseguire Ridge, ma venendo sempre ostacolata da Stephanie). Sheila Carter, che è riuscita a separare Eric e Brooke alterando il test di paternità di Bridget (facendola risultare figlia di Ridge anziché di Eric) comincia a vantarsi con Stephanie di essere la nuova signora Forrester, mentre Stephanie continua a trattare Sheila con ostilità e preoccupazione, visti anche i non trascurabili problemi psichici di quest’ultima. In seguito Stephanie si trova in netto contrasto anche con l'ex-amica Lauren Fenmore, a causa della sua relazione con Eric. 
Nell’arco di tutti questi anni, nonostante il divorzio da Eric e le sue innumerevoli relazioni con altre donne, Stephanie continua a sentirsi legata al suo ex-marito e non perde la speranza di recuperare, un giorno o l’altro, il rapporto con lui, oltre a metterlo continuamente in guardia sulla pericolosità di Sheila. In questo lasso di tempo, Stephanie intrattiene per qualche tempo una relazione amorosa con Jack Hamilton, ossia il padre della nuora Taylor, con cui condivide peraltro l’antipatia per Brooke. Più avanti, Stephanie si trova scambiare un bacio con lo psichiatra James Warwick, che inizia a nutrire forti sentimenti per Stephanie (la quale tuttavia lo vede soltanto come un buon amico), ma l’uomo nel frattempo si trova sposato proprio con la terribile ex-paziente Sheila (dalla quale Eric intanto aveva ormai divorziato). Sheila vede la scena e reagisce furiosamente, nonostante Stephanie provi a convincerla che si è solo colpevolmemte lasciata trasportare, visto che James per lei è solo un caro amico e lei amerà sempre e solo Eric. La dark-lady aggredisce Stephanie e la getta in piscina dove tenta di ucciderla affogandola, per poi fermarsi fortunatamente in tempo, ma minacciandola apertamente di ucciderla se oserà riavvicinarsi al marito. Sheila, con minacce più o meno velate e alcune azioni concrete, prova ad attentare più volte alla vita di Stephanie: in un caso la avvelena subdolamente con gocce di mercurio per farle perdere una causa in tribunale (riguardante l’affidamento dei ragazzi di Brooke ed Eric, ossia Rick e Bridget), causandole tuttavia solo una momentanea agitazione e perdita di auto-controllo psicologico, mentre in un altro caso arriva proprio a spararle dentro casa, ma Stephanie riesce a salvarsi grazie all’intervento di Amber Moore.  

### Il secondo matrimonio con Eric e il ritorno di Massimo
Dopo parecchi anni di divorzio, con somma felicità della famiglia Forrester, Stephanie ed Eric ormai sessantenni si ricongiungono e decidono di risposarsi. Tuttavia, pochi mesi più tardi, giunge in città Massimo Marone, il quale comincia ad insidiare Stephanie. Ridge affronta Massimo, intimandogli di stare lontano dai suoi genitori ma, durante una discussione, Ridge accidentalmente si ferisce in modo grave e perde molto sangue. Quando i medici tentano una trasfusione col sangue di Eric, viene rivelato a Stephanie che Ridge non può essere figlio di Eric, dal momento che i loro gruppi sanguigni non sono compatibili. Stephanie capisce che il padre di Ridge è Massimo. La donna decide di tenere il segreto per qualche tempo ma, alla fine, confessa tutta la verità ad Eric. L'uomo è letteralmente distrutto dalla notizia, ma decide, tuttavia, di rimanere accanto alla moglie. Inoltre, grazie alla mediazione di Stephanie, Eric riesce ad ottenere la posizione di presidente della Forrester Creations, togliendola a Brooke, i cui rapporti con Stephanie, salvo alcuni sparuti momenti di pace e distensione, non hanno fatto altro che peggiorare nel corso degli anni. Ciò è avvenuto soprattutto a causa di alcune relazioni immorali e scellerate di Brooke, tra cui prima quella con Thorne, tale da provocare un ictus a Stephanie con relativa breve perdita di memoria recente, poi ancor peggio quella con Deacon Sharpe, marito della giovanissima Bridget da cui Brooke resta incinta della piccola Hope. Recuperata la memoria circa la relazione tra Brooke e Thorne, Stephanie arriva all’estremo gesto di tendere un agguato a Brooke (nello chalet montano di famiglia a Big Bear) per cercare di ucciderla strangolandola, salvo poi fermarsi in tempo. Poco dopo tuttavia Stephanie tende una mano a Brooke e si scusa con lei, offrendosi addirittura di portarla all’altare e Brooke accetta, ma il matrimonio di Brooke con Thorne avrà, come prevedibile, vita brevissima. Dopo la rivelazione, circa un anno dopo, della relazione incestuosa di Brooke con Deacon, Stephanie biasima durissimamente Brooke per il suo ignobile gesto, ma poi, insieme alla stessa Bridget che dopo alcuni mesi riesce a perdonare la madre, la matriarca aiuta Brooke a partorire la bambina. Superata poi la piccola crisi matrimoniale dopo la notizia sconvolgente della paternità di Ridge, Eric e Stephanie rinnovano anche le loro promesse matrimoniali. Sheila Carter intanto, tornata in città, prova ancora una volta ad uccidere Stephanie ed Eric, ma in loro soccorso intervengono sia Brooke che Taylor: quest’ultima, nel tentativo di fare da scudo a tutti gli altri presenti, viene ferita in modo apparentemente mortale e viene data per deceduta. A seguito di ciò, Ridge e Brooke si sposano e diventano genitori del piccolo R.J. (Ridge Junior). 

### Il finto infarto e il pieno controllo della Forrester Creations
Il matrimonio dei signori Forrester procede pacificamente ancora per un paio di anni, almeno fino a quando Stephanie non commette un gesto molto grave. Tra lo shock generale di tutti, si scopre che Taylor non era mai morta, e quindi che il matrimonio tra Ridge e Brooke non è valido, così Ridge si trova a dover prendere una difficile decisione tra Brooke e Taylor. Stephanie, sommamente insofferente all’idea che Ridge scelga Brooke, approfitta di un reale attacco di panico per corrompere un medico all’ospedale e far dichiarare di aver avuto un infarto e di essere in pericolo di vita. Manipolando emotivamente Ridge, Stephanie lo induce con successo a sposare Taylor lì in ospedale. Brooke per poco non riesce ad impedire le nozze e, giunta in ospedale, si imbatte in Stephanie che si vanta di aver vinto la battaglia contro di lei. Brooke con grande rabbia e veemenza stacca il respiratore a Stephanie, in quanto convinta che l’infarto sia solo una messinscena. In meno di un mese Jackie Marone (moglie di Massimo) ottiene la confessione del giovane medico corrotto e, in occasione del matrimonio tra suo figlio Nick e Bridget, Jackie e Brooke affrontano Stephanie dichiarandole di avere le prove della sua squallida manipolazione. Brooke e Stephanie arrivano ad uno scontro fisico, ma poi Stephanie, per evitare di essere sbugiardata pubblicamente dalle due donne, sceglie di confessare spontaneamente la menzogna a tutti i suoi familiari più stretti, che rimangono interdetti e quasi inorriditi, voltandole le spalle. Eric, nonostante le suppliche di perdono di Stephanie, la lascia in tronco e abbandona la villa coniugale, non prima di aver baciato Brooke in aperto sfregio a Stephanie. E così anche questo secondo matrimonio con Eric termina con un divorzio.
Poco dopo questi fatti, Stephanie (i cui rapporti con i figli si sono parzialmente ricuciti mentre con Eric nient’affatto) si licenzia anche dalla Forrester Creations e decide di rifarsi una vita in Florida, lontano da tutti. Ma, poche ore prima di partire, per puro caso, la donna scopre nella cassaforte dell'ufficio di Eric un documento che suo padre John fece firmare ad Eric prima del matrimonio: questo contratto, con cui John Douglas finanziava con 100 milioni di dollari la nascita della gloriosa casa di moda, stabiliva che l'azienda sarebbe rimasta sempre di proprietà esclusiva di Stephanie. La donna capisce quindi di avere un'arma potentissima dalla sua parte e rimane sconvolta e ferita dal fatto che Eric le abbia sempre nascosto questa cosa. Furiosa con l’ex marito, medita di denunciarlo per frode, ma alla fine si limita a licenziarlo insieme a Brooke, per poi affidare a Thorne l'incarico di presidente e a Taylor l'incarico di modella di punta. 

### Il terzo matrimonio con Eric
Alcuni mesi più tardi arriva in città la figlia Felicia, e la sua venuta riesce a smuovere la difficile situazione familiare. Felicia rivela alla madre di essere una malata terminale di cancro ed esprime, come ultimo desiderio, quello di rivedere i suoi genitori riuniti e sposati. Dopo alcune indecisioni, Stephanie ed Eric mettono da parte il loro astio e si riconciliano per il bene della figlia, acconsentendo di sposarsi nuovamente. Tuttavia viene stabilito in anticipo che, una volta morta Felicia, i due avrebbero consensualmente divorziato. Ma poi, per fortuna, Felicia riesce a riprendersi grazie all'intervento di Stephanie, che rinuncia ostinatamente a lasciar andare la figlia e insiste con tenacia perché la donna sia operata al fegato: in questo modo Felicia comincia a riprendersi e tutti sono grati a Stephanie per aver reso possibile quest’esito ritenuto miracoloso. La matriarca, infatti, aveva fatto operare la figlia di nascosto mentre tutti ormai la ritenevano ufficialmente morta, salvo poi presentarsi  a casa qualche giorno dopo insieme a Felicia, la cui operazione era terminata con successo. Il grande dolore per la grave malattia della loro figlia, unito alla successiva enorme gioia per la sua inaspettata guarigione, finisce per riavvicinare molto Eric e Stephanie, al punto che i due decidono, diversamente dal piano originario, di non divorziare più e di restare veramente marito e moglie. 

### L’avvicinamento a Brooke e gli scontri con Jackie e Nick Marone
Stephanie continua sempre ad opporsi a Brooke, finché quest’ultima, stanca delle sue intromissioni e del suo ostruzionismo, non decide di rinunciare a Ridge (che intanto ha divorziato da Taylor) e fidanzarsi ufficialmente col fratellastro Nick (il quale, a sua volta, è stato lasciato da Bridget per via della sua attrazione per Brooke). Ridge affronta sua madre rinfacciandole di avergli impedito in qualunque modo di stare con la donna che ama, e mentre discute viene colto da un infarto. Stephanie, profondamente addolorata, si rende conto che il malore dell’amato figlio è stato provocato dalla perdita di Brooke. Mentre si trova al capezzale di Ridge, Stephanie cambia radicalmente atteggiamento verso Brooke e la contatta immediatamente per farla venire in ospedale, porgendole le sue scuse per il modo in cui in tanti anni l’ha trattata; Brooke stenta a credere a quelle parole e dubita che l’ex-suocera voglia veramente accettarla in famiglia e così Stephanie, per mostrarle che è sincera, decide addirittura di cederle metà delle azioni della Forrester Creations, indicendo anche una conferenza stampa. 
Questo nuovo atteggiamento conciliante verso Brooke, se viene molto apprezzato da Ridge, è ovviamente malvisto da Jackie e Nick Marone. Brooke alla fine sposa comunque Nick, però al contempo accetta la proposta di Stephanie di tornare alla Forrester Creations, azienda alla quale si sente profondamente legata. Stephanie, pur non essendo riuscita ad impedire le nozze tra Brooke e Nick, continua ad insistere affinché la Logan lasci suo marito e torni da Ridge, ritenendolo il suo unico vero amore. In effetti, i sentimenti di Brooke per Ridge sono tutt’altro che svaniti, e i due un giorno si baciano in ufficio. Nick, venuto a sapere del fatto, reagisce arrivando a tradire Brooke con la figlia Bridget (con la quale era stato precedentemente sposato). Brooke è terribilmente ferita dal gesto del marito, ed è indecisa se restare con lui o tornare da Ridge. Stephanie e Jackie cercano ciascuna di convincere Brooke a scegliere il rispettivo figlio. Le due anziane signore non perdono occasione di litigare, sia per questo motivo che a causa di Eric (che quando ha sposato Stephanie pochi mesi prima aveva appena avuto una relazione amorosa con Jackie, alla quale aveva promesso che dopo la morte di Felicia sarebbe tornato da lei).
Una sera, mentre Stephanie gioca in casa con i nipotini Hope e R.J. , Jackie le fa ancora visita per discutere. I bambini escono con la zia Donna (sorella di Brooke), e le due signore rimangono sole; Stephanie chiede a Jackie di andarsene, ma lei non lo fa e la insegue fino alla camera da letto continuando ad attaccarla. Stephanie, per allontanare da sé la rivale, finisce involontariamente per scaraventarla giù al piano di sotto dalla balaustra della villa, così Jackie si ferisce gravemente e viene portata d’urgenza all’ospedale da Stephanie e Donna. Jackie si riprende dopo un delicato intervento, dichiarando di essere stata spinta da Stephanie, che prova invano a chiederle perdono. Donna conferma la versione di Jackie, dicendo di aver visto Stephanie che la spingeva. Nick a questo punto nutre una sempre maggiore acredine verso Stephanie e, insieme a sua madre, decide di ricattarla: se non vuole andare in prigione, deve cedere a loro la Forrester Creations. Stephanie, convinta della sua innocenza, si oppone con forza a questo meschino ricatto, ma Eric e i figli, per proteggere Stephanie, decidono di firmare il contratto di Nick, facendo perdere così alla famiglia il controllo della società. Brooke, dopo aver pregato inutilmente il marito di non compiere quel gesto, per solidarietà verso i Forrester decide di dare a Nick anche il suo 50% di azioni, e lo lascia definitivamente per tornare con Ridge. Stephanie per la prima volta accetta e accoglie Brooke in famiglia, e per qualche tempo i rapporti tra le due donne rimangono pacifici. 

### La riconciliazione con la vecchia madre Ann
Un giorno Stephanie decide di andare da Taylor per fare una seduta psichiatrica, al fine di indagare sulle possibili cause del suo carattere dominante e talvolta anche manipolatorio. In quest’occasione rivela all'amica che sua madre Ann è viva e che ha mentito per 30 anni alla sua famiglia dicendo che invece era morta, a causa dell’irrecuperabilità del loro rapporto; Taylor la convince a dire la verità ad Eric e ai suoi figli e di partire per Chicago per chiedere chiarimenti alla vecchia madre, ormai novantenne. Stephanie allora, insieme ad Eric decide di andare a Chicago e, una volta arrivata, chiede nuovamente alla madre perché in passato non l’avesse mai difesa quando suo padre John la violentava. Ann però risponde esattamente come aveva risposto 30 anni prima (l'ultima volta che aveva visto Stephanie) e le dice che John era una bravissima persona e che Stephanie dovrebbe vergognarsi per come parla di suo padre. Eric, allora, disgustato dopo aver sentito le parole di Ann, trascina via la moglie dicendo alla suocera che suo marito era una persona orribile e che dovrebbe essere lei a vergognarsi per come si è comportata in passato lasciando che John picchiasse brutalmente le sue due figlie (Stephanie e la sorella minore Pamela, detta Pam). Qualche mese dopo avviene una cosa del tutto inaspettata: Ann si presenta a Villa Forrester la notte di Natale e dice davanti alle famiglie Forrester e Logan che ha pienamente realizzato di esser stata una pessima madre e chiede in lacrime il perdono di Stephanie. All'inizio la donna caccia via la madre dicendole che è troppo tardi ma alla fine, grazie all'aiuto della sorella Pamela riesce a perdonarla e decide di presentarla a tutta la famiglia e di trascorrere la notte di Natale insieme a lei, però Ann le dice che vuole rimanere ancora qualche giorno per recuperare il tempo perduto. Più avanti, Ann scopre che Pam è attratta da Eric e le dice che forse Eric sarebbe stato meglio con lei che non con Stephanie, ma le dice anche di tornare a Chicago insieme a lei, per evitare di avere scontri con la sorella.

### La rivalità con la famiglia Logan
Il matrimonio con Eric prosegue fino a quando Stephanie non commette un grave errore di giudizio: la donna decide di assumere un uomo, Andy Johnson, affinché seduca Brooke e la tenga lontana da Ridge che, lasciatosi con Brooke, in quel periodo, ha una relazione con Ashley Abbott. Tuttavia Andy si rivela mentalmente alquanto instabile e arriva a violentare Brooke. Quando Eric viene a sapere che Stephanie è indirettamente responsabile dello stupro subito da Brooke, il matrimonio entra in una grave crisi. Per vendicarsi di Stephanie, Donna Logan intrattiene una relazione con Thorne e i due in un batter d’occhio arrivano al matrimonio, ma Katie Logan impedisce che ciò avvenga, rivelando a Thorne che la sorella Donna lo usa principalmente per colpire Stephanie, sapendo che la matriarca avrebbe fortemente disapprovato quella relazione. Stephanie, sinceramente addolorata per quello che ha involontariamente causato a Brooke, le lascia una lettera di scuse e si trasferisce momentaneamente in albergo per far calmare le acque ma, al suo ritorno, ha una sgradita sorpresa: adesso Donna (che è riuscita a convincere Nick a restituire l’azienda ai Forrester, con la condizione tuttavia di escludere Stephanie) ha dato inizio ad una relazione sentimentale proprio con Eric. L’uomo chiede il divorzio a Stephanie, ma la donna oppone una strenua resistenza insieme ai suoi figli e si rifiuta di firmare le carte per il divorzio, supplicando e implorando a oltranza Eric di lasciare Donna e di superare insieme questa nuova crisi matrimoniale. In seguito Stephanie va anche a trovare personalmente Brooke a casa, scusandosi ancora profondamente con lei per il suo coinvolgimento nello stupro: Brooke la accoglie ma le mostra anche tutta la sua rabbia, dicendole che non crede al momento di riuscire a perdonarla. In occasione della sfilata che avrebbe dovuto rappresentare l'inizio della relazione di Eric e Donna, Felicia e Thorne imprigionano Donna nella sauna e spingono Stephanie a salire in passerella.

### L'attentato a Stephanie e il divorzio da Eric
Dopo la sfilata, Stephanie viene ferita da un colpo di pistola che le costa quasi la vita. Ridge, Eric, Thorne e Felicia la portano immediatamente in ospedale e, dopo qualche giorno di permanenza, i dottori dicono ai Forrester che Stephanie è viva per miracolo perché è stata colpita molto vicino al cuore. Eric va in ospedale a parlarle, le chiede se ha visto in faccia la persona che le ha sparato e Stephanie gli dice che secondo lei è stata Donna. Dopo esser stato da Stephanie, Eric va dalla polizia ed il tenente Baker gli dice che per ora l'unico colpevole potrebbe essere Stephen Logan perché pochi giorni prima dell'attentato ha minacciato Stephanie e poi il colpevole aveva un anello particolare e Stephen ne ha uno perfettamente uguale. Con il passare del tempo, le prove contro Stephen aumentano fino a quando, nonostante sia innocente, viene arrestato, infatti Stephanie, una volta uscita dall'ospedale, conferma alla polizia che il giorno prima dell'attentato, Stephen l'ha minacciata di morte e quindi quasi sicuramente il colpevole è lui. Circa un mese dopo, però, Storm confessa alle sorelle che è stato lui a sparare a Stephanie, e che ha cercato di far ricadere la colpa sul padre per fargli pagare tutto il male che ha fatto alla famiglia in passato. Poco tempo dopo anche Stephanie scopre la verità e propone un accordo a Donna: se lei lascerà Eric, Stephanie farà scarcerare Stephen e non dirà a nessuno che il vero colpevole è Storm. Donna accetta e, quando incontra Eric, gli dice che non possono stare insieme perché lei soffre di dipendenza sessuale ma lui non la lascia, anzi le dice che le starà vicino e l'aiuterà a superare questa "malattia" e lei prova invano a trovare altre scuse per farsi lasciare da Eric. Alla fine Donna, visto che non sa più che cosa inventarsi, confessa tutta la verità ad Eric e gli dice anche dell'accordo con Stephanie, la quale quando scopre che Donna ha detto tutto ad Eric, chiama il tenente Baker e gli dice che deve venire subito a villa Forrester perché ha scoperto il colpevole. Ma quando il tenente arriva Stephanie ci ripensa e, invece di dirgli la verità, gli dice che non è stato nessuno a spararle e che è stata tutta una messinscena organizzata da lei stessa: Stephanie compie questo magnanimo e generoso gesto per farsi ancora perdonare da Brooke per averla fatta cadere tra le braccia di uno stupratore. Brooke, Donna, Katie e Storm ringraziano Stephanie dicendole che ha fatto la cosa giusta per tutta la famiglia. Alcuni giorni dopo la matriarca, rassegnandosi tristemente al fatto che ormai il suo matrimonio con Eric è finito, firma le carte e concede il divorzio.

### L'assunzione alla Jackie M Designs
In seguito Stephanie viene licenziata da Eric, ma Nick e Jackie la accolgono prontamente alla "Jackie M Designs". L'assunzione di Stephanie riesce a risollevare le sorti della casa di moda, che arriva addirittura a superare la Forrester Creations nelle vendite. Stephanie, dopo anni di scontri con lei, riesce ad instaurare un ottimo rapporto con Jackie e le due arrivano a diventare ottime amiche. La donna rinnova la sua amicizia con l'ex nuora, Taylor Hamilton, e la spinge a tornare insieme a Ridge. In seguito al tradimento di Ridge nei confronti di Brooke, quest'ultima gli dice di tornare insieme a Taylor e i due, fortemente sostenuti da Stephanie, decidono di risposarsi. Tuttavia Brooke interrompe la cerimonia arrivando a cavallo e Stephanie va su tutte le furie. Qualche tempo dopo che Ridge e Brooke si sono risposati, Stephanie viene colta da un malore, e le viene rivelato in ospedale che c'è un'altissima possibilità che sia stata colpita da un ictus minore. La donna, però, si rifiuta di accettare la verità e l'unica persona a conoscenza di ciò è la nipote Steffy, in presenza della quale Stephanie ha avuto il malore. In questo periodo Stephanie riceve una visita a sorpresa di sua madre Ann da Chicago: la donna rivela di essere gravemente malata e ormai in fin di vita. Poco dopo il suo arrivo a Los Angeles, Ann si sente male e viene portata in ospedale: i medici rivelano che ha avuto un’embolia polmonare e ormai i suoi giorni sono contati. In questa tragica occasione, Stephanie e sua madre hanno un nuovo intenso confronto e Ann, ormai atrocemente in colpa per la sua condotta tenuta durante l’infanzia di Stephanie, dice alla figlia che meriterebbe di morire lì in ospedale, soffrendo, ma le rivela anche il profondo desiderio di esser perdonata. Stephanie perdona definitivamente la madre e, insieme a Pam, ottiene il permesso delle dimissioni, così da portarla sulla spiaggia di Malibù, in modo da farla spegnere nel luogo che lei più amava. Ann muore dunque in spiaggia, tra le braccia e le lacrime delle due figlie. 

### Il ritorno alla Forrester e il cancro
Steffy, vedendo suo nonno Eric e suo padre Ridge furiosi del fatto che Bill Spencer sia il nuovo presidente della Forrester Creations, comincia a fare delle avances a quest'ultimo che dopo alcuni giorni se la porta a letto. Steffy però lo ricatta: se lui non restituisce l'azienda ai legittimi proprietari, lei racconterà a Katie che suo marito l'ha tradita. Bill, per non perdere sua moglie, venderà la Forrester Creations a Stephanie, Ridge, Taylor e Eric, che avranno ognuno il 25% del pacchetto azionario. Stephanie, a quel punto, decide di licenziarsi dalla Jackie M e di tornare nell'azienda di famiglia. Lavorando con Eric, Stephanie recupera una buona amicizia con lui tanto che, quando Taylor sposa Whip e la donna deve andarsene dalla casa dell'amica, Eric la ospita nella dépendance di Villa Forrester: ciò scatena l'ira di Donna che li lascia da soli e si rifugia da Brooke. Ma il matrimonio tra Eric e Donna finisce definitivamente quando arriva alla Villa anche Beth Logan gravemente malata di Alzheimer: una sera accade che Beth, fuori di senno per via della tragica malattia in stadio avanzato, raggiunge Stephanie nella dependance e inizia ad inveire contro di lei, rifiutandosi di rientrare in casa e procedendo invece verso la piscina, dove continua ad inveire contro Stephanie sbattendole anche in faccia il centrino su cui Beth aveva cucito le foto dei membri della sua famiglia per poterli ricordare: Stephanie, che cerca reagire benevolmente e di calmare Beth, a un certo punto le strappa di mano il centrino, che cade in piscina, e se ne va verso casa per evitare che la situazione degeneri. Tuttavia per Beth quel centrino era molto importante, perciò la donna si tuffa in piscina ma, non sapendo nuotare, affoga e così muore. Donna trova la madre morta e, furiosa e disperata, considera Stephanie colpevole e chiede ad Eric di denunciarla per omicidio ma lui si rifiuta, riconoscendo l’innocenza di Stephanie e le sue buone intenzioni, così Donna gli chiede il divorzio. A questo punto Eric e Stephanie ritrovano il loro amore e, con grande felicità dei figli, i due tornano finalmente insieme. Poco dopo questi avvenimenti, Stephanie scopre di avere il cancro al quarto stadio ai polmoni, ma preferisce non rivelare a nessuno della sua malattia: l'unica a sapere di tutto ciò è Brooke. Stephanie avrà modo di riappacificarsi con la donna e condividerà con lei l'esperienza a Skid Row, una parte di Los Angeles abitata dai barboni. Le due donne faranno pace e Stephanie capirà grazie ad una barbona di nome Dayzee quanto sia importante la vita. Stephanie quindi si sottoporrà all'intervento, appoggiata dalla sua famiglia, da Brooke e da Dayzee, e per il momento risulterà tutto a posto.

### La nuova disastrosa menzogna contro Brooke
Thomas, alla fine della sfilata che presentava la sua linea uomo, bacerà Brooke sulla passerella, ma solo per farsi pubblicità. Ridge perdonerà subito moglie e figlio ma Stephanie tornerà ad essere in contrasto con Brooke (anche se non la odierà come in passato). Successivamente Brooke e Thomas verranno mandati in aereo verso l'Australia per presentare a tutti la loro nuova linea, ma verranno coinvolti in un incidente ed arriveranno naufraghi su un'isola sperduta nell'Oceano. Su quest'isola Brooke troverà delle bacche e convincerà Thomas a mangiarle ma i due, sotto l'effetto di questi frutti, vivranno delle strane esperienze. Quando Ridge li salverà i due, tornati a casa temono di aver fatto sesso, ma stanno zitti. Stephanie però scopre il loro dubbio e convincerà il nipote a raccontare a Ridge che hanno fatto l'amore, proponendogli in cambio tutto il suo 25% della Forrester Creations quando morirà: Thomas accetta e Ridge, sconvolto, lascia Brooke. La donna verrà continuamente presa di mira da Steffy e Taylor che l'accuseranno addirittura di aver stuprato Thomas. Brooke entrerà in terapia con lo psichiatra James Warwick, il quale le dirà che Thomas sta mentendo; lei si rifiuta di crederci e chiede il parere alla figlia Hope, ma anch'essa le dice che, secondo lei, Thomas mente. Brooke non riesce neanche a pensare che Thomas abbia potuto mentire in questo modo e decide di dare a Taylor la propria fede, convinta di essere la sgualdrinella che tutti pensano che sia. Ridge e Taylor decidono di sposarsi, ma sarà proprio Stephanie, oppressa dal senso di colpa e spinta anche dalla nuova giovane amica Dayzee (a cui aveva poco prima confessato la brutta azione), ad interrompere la cerimonia confessando la verità. I due nubendi sono furiosi con Stephanie e Thomas e decidono di comune accordo che il loro matrimonio non può basarsi su una menzogna, e quindi Ridge torna dal suo unico grande amore (Brooke). Quest'ultima alla fine perdona Thomas, escludendo tuttavia ogni possibilità di lavorare con lui in futuro; a Stephanie dice invece che, per farsi perdonare, dovrà cantare in pubblico per lei chiedendole scusa. Stephanie si rende conto che la sua è stata un’orribile bugia con gravi conseguenze, e accetta di cantare per Brooke, che accetta le sue scuse.

### Il quarto matrimonio con Eric
Dopo molti mesi di convivenza con Eric, il rapporto tra i due partner entra in crisi quando quest'ultimo chiede a Stephanie un approccio fisico perché sente la mancanza d'affetto: la donna rifiuta perché con l'età e la malattia è cambiato il suo desiderio sessuale. Eric ne rimane profondamente deluso e comincia a riavvicinarsi a Jackie (che intanto si è lasciata con Owen) e con lei condivide dei baci che fanno riaccendere una vecchia fiamma. L'unico a scoprirlo sarà Ridge che dirà ad Eric, in modo brusco e violento, di smetterla di frequentare Jackie perché non vuole che Stephanie soffra nuovamente dopo tutti i suoi problemi e la malattia. Stephanie ed Eric (grazie all'aiuto di Ridge) si chiariscono una volta per tutte e decidono poi di sposarsi. 
L'officiante della cerimonia altri non è che Gladys Pope, parrucchiera di Sally Spectra, che ha la licenza per sposare le persone.

### Il contrasto con Pamela Douglas
In questo periodo Stephanie sarà per molto tempo in contrasto con sua sorella Pamela perché quest'ultima comincerà a fare delle avances a Nick Marone (la donna si è lasciata con Stephen Logan) e lui, insieme alla madre Jackie, sfrutterà la situazione a loro vantaggio: Nick accetterà i flirt di Pam solo se lei ruberà dei bozzetti alla Forrester Creations. Lei accetta sia perché vuole un rapporto con Nick e sia perché non riesce a sopportare che Stephanie non abbia mai accettato la sua relazione con Stephen e soprattutto che, il giorno del Ringraziamento, lei le ha rifiutato i suoi dolcetti al limone. Quando Stephanie scoprirà tutto, avrà un'accesa discussione con Pam che sfocerà in un contrasto tra le due sorelle. Si riappacificheranno solo dopo alcuni mesi.

### Il ritorno del cancro e la morte
Dopo essere svenuta alla Forrester Creations, Stephanie viene portata in ospedale da Eric. Qui la dottoressa Lewis le comunica tristemente che il cancro è tornato, che è ormai troppo diffuso e che ha poco tempo da vivere. Nonostante lo shock iniziale, Stephanie non si fa abbattere e decide di organizzare una festa per salutare tutte le persone a lei care e celebrare la sua vita. Così consegna a mano alcuni inviti alla festa ed ogni occasione viene arricchita da alcuni flashback del passato riguardanti Stephanie e il personaggio in questione. A ricevere questi inviti a mano sono Pam, Brooke, Thorne, Donna, Steffy, Taylor, Eric e Dayzee. Dopo la festa in suo onore, Stephanie saluta tutti dicendo loro che sarà l'ultima volta che li vedrà perché passerà le ultime settimane della sua vita a Big Bear con Eric. Quest'ultimo però è costretto a tornare alla Forrester per dei problemi e così Brooke si prende cura di lei. Stephanie le implora perdono e le regala il suo anello di fidanzamento con Eric e muore poco dopo tra le braccia di Brooke. Poco dopo la sua morte, la famiglia scopre che Stephanie ha cambiato il testamento lasciando le sue quote della Forrester Creations ad Eric invece che a Thomas.

### I brevi “ritorni”
Nella puntata 7773 del 9 febbraio 2018, il giorno dell'ennesimo matrimonio tra Ridge e Brooke, quest'ultima sente la voce di Stephanie che augura il meglio per lei e per il figlio. Nella puntata 9169 del 15 dicembre 2023 Stephanie appare in sogno a Eric, che ha appena subito un intervento chirurgico ed è in coma su un letto di ospedale, assicurandogli che andrà tutto bene ed esortandolo a risvegliarsi perché i suoi cari non vedono l'ora di riabbracciarlo.